# NDUFS6
NDUFS6 (англ. NADH:ubiquinone oxidoreductase subunit S6) – білок, який кодується однойменним геном, розташованим у людей на короткому плечі 5-ї хромосоми.  Довжина поліпептидного ланцюга білка становить 124 амінокислот, а молекулярна маса — 13 712.
| 10         |  | 20         |  | 30         |  | 40         |  | 50         |
| ---------- |  | ---------- |  | ---------- |  | ---------- |  | ---------- |
| MAAAMTFCRL |  | LNRCGEAARS |  | LPLGARCFGV |  | RVSPTGEKVT |  | HTGQVYDDKD |
| YRRIRFVGRQ |  | KEVNENFAID |  | LIAEQPVSEV |  | ETRVIACDGG |  | GGALGHPKVY |
| INLDKETKTG |  | TCGYCGLQFR |  | QHHH       |  |            |  |            |

A: Аланін

C: Цистеїн

D: Аспарагінова кислота

E: Глутамінова кислота

F: Фенілаланін

G: Гліцин

H: Гістидин

I: Ізолейцин

K: Лізин

L: Лейцин

M: Метіонін

N: Аспарагін

P: Пролін

Q: Глутамін

R: Аргінін

S: Серин

T: Треонін

V: Валін

Задіяний у таких біологічних процесах як транспорт, транспорт електронів, дихальний ланцюг, ацетилювання. 
Локалізований у мембрані, мітохондрії, внутрішній мембрані мітохондрії.